# Elachista picroleuca
Elachista picroleuca är en fjärilsart som beskrevs av Edward Meyrick 1921. Elachista picroleuca ingår i släktet Elachista och familjen gräsmalar. Inga underarter finns listade i Catalogue of Life.